# Estado-Maior do Exército (Brasil)
O Estado-Maior do Exército (EME) é o órgão de direção-geral responsável pela elaboração da política militar terrestre, pelo planejamento estratégico e pela orientação do preparo e do emprego da Força Terrestre, visando ao cumprimento da destinação constitucional do Exército Brasileiro.
Sua missão é estudar, planejar, orientar, coordenar e controlar, no nível de direção-geral, as atividades da Força, conforme as decisões e diretrizes do comandante do Exército.

## História
As raízes remotas do EME são encontradas, ainda no período colonial, no Comando de Armas da Corte, criado em 1808 pelo Conde de Linhares, primeiro ministro da Guerra. Em 1824, logo após a proclamação da Independência do Brasil, D. Pedro I reorganizou o Exército Imperial e estabeleceu o Quartel-General da Corte, com funções de Comando e Estado-Maior.
O Ministério chefiado pelo Duque de Caxias, em 1857, substituiu o Quartel-General da Corte pela Repartição do Ajudante Geral.
Após a Guerra da Tríplice Aliança, seguiu-se um período de diminuição do espírito profissional, que desviou a inteligência militar para cogitações filosóficas, científicas e para o positivismo. Com isso, militares foram levados à participação política, da qual resultou a Questão Militar. O surgimento do Estado-Maior do Exército correspondeu ao início da reação contra essa fase.
O EME foi criado em 24 de outubro de 1896, pela lei n.º 403, sancionada pelo presidente da República, Prudente de Morais, visando tornar o Exército uma instituição moderna, que acompanhasse as evoluções da arte da guerra e que tivesse maior presteza administrativa. Sua missão era: preparar o Exército para a defesa da Pátria no exterior e a manutenção das leis no interior.
Ao longo de mais de um século, o EME tem sido um órgão fundamental na elaboração das políticas do Exército, assessorando os responsáveis pelos destinos da Força Terrestre (Ministro da Guerra, Ministro do Exército ou Comandante do Exército) em cada fase da história do Brasil.

## Organização atual

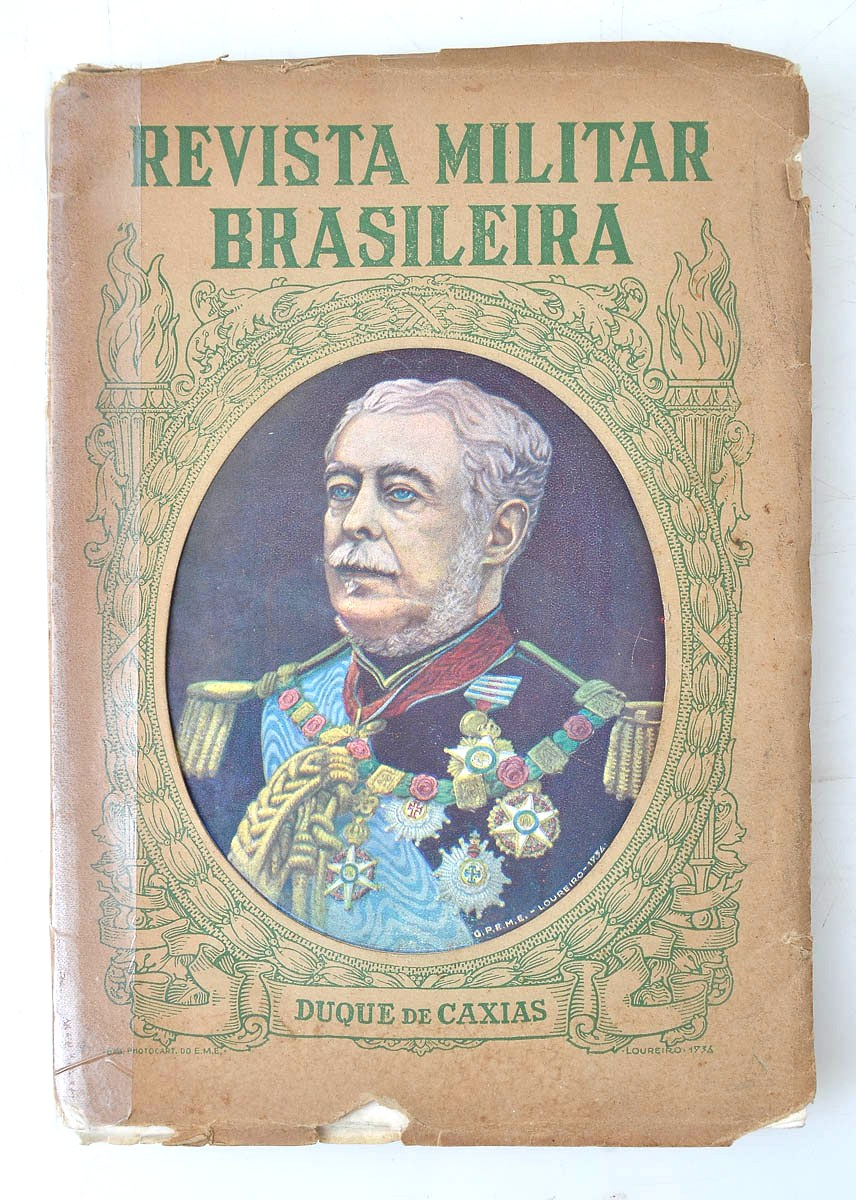
Revista Militar Brasileira, publicação do EME em 1936.

O EME é organizado em uma Chefia, uma Vice-Chefia, seis Subchefias, uma Assessoria de Administração e o Escritório de Projetos do Exército (EPEx).
As Subchefias tratam dos seguintes temas:
1ª Subchefia — Políticas e Diretrizes Estratégicas do Exército, concernentes aos Sistemas de Pessoal, Educação e Cultura.
2ª Subchefia — Políticas e diretrizes estratégicas concernentes ao Sistema de Informação do Exército.
3ª Subchefia — Realizar o planejamento estratégico do Exército.
4ª Subchefia — Formular e propor as políticas e diretrizes estratégicas para as atividades logísticas Exército.
5ª Subchefia — Formular e propor as políticas e diretrizes estratégicas para as atividades do Exército na área internacional e na gestão ambiental.
6ª Subchefia — Planejar, orientar e coordenar, no nível de direção-geral, as atividades de economia e finanças do Exército.
Assessoria de Administração — Planejar a racionalização administrativa do Exército.
O EPEx é o responsável pela condução dos Projetos Estratégicos do Exército.